# GUMSHOE System
Il GUMSHOE System è un regolamento di gioco di ruolo creato da Robin D. Laws e progettato per gestire avventure investigative. La premessa è che i giochi investigativi non dovrebbero essere incentrati sul trovare indizi, ma piuttosto sull'interpretare gli indizi che vengono trovati. Il GUMSHOE System viene usato in diversi giochi pubblicati dalla Pelgrane Press. La prima ambientazione è stata The Esoterrorists, pubblicata in Italia dalla Janus Design come Esoterroristi.

## Sistema di gioco
(Kenneth Hite Trail of Cthulhu (Sulle Tracce di Cthulhu))
Il GUMSHOE System è un regolamento minimalista progettato intorno all'idea che gli scenari investigativi sono difficili da giocare nella maggior parte dei giochi di ruolo, perché importanti indizi potrebbero sfuggire semplicemente a causa di un tiro di dadi fallito, arrestando il flusso del gioco. Per risolvere questo problema fa in modo che il gioco non richieda di trovare indizi, ma piuttosto di interpretarli. Viene prestata attenzione a progettare scenari investigativi e ad incoraggiare i giocatori a prendere il controllo dell'investigazione (e quindi della storia raccontata).
Ogni volta che sia possibile permette ai giocatori di tirare i dadi. Le abilità dei personaggi non giocanti o modificano il tiro fatto dal giocatore oppure falliscono o riescono secondo quanto il master ritiene appropriato. Fa eccezione il conflitto diretto tra personaggi.

### Creazione del personaggio
I personaggi vengono creati con un sistema a punti il valore di abilità delle abilità possedute dai personaggi, questi sono definiti unicamente dalle abilità e non hanno né livelli, né caratteristiche.
Ogni personaggio riceve un numero di "Punti Creazione investigativi" dipendente dall'ambientazione e dal numero di giocatori. Per esempio in Esoterroristi ricevono 32 punti se sono in due giocatori e 20 punti se sono cinque o più. Si possono spendere in ogni abilità investigativa quanti punti si vuole, sebbene raramente sia utile spenderne più di 3 o 4. Esempi di abilità investigative sono architettura, gergo di polizia o analisi della contabilità.
Ogni personaggio riceve un numero di Punti Creazione destinati alle Abilità Generiche dipendente dall'ambientazione, ma non dal numero di giocatori. In Esoterroristi i giocatori ne ricevono 60 ognuno. In ogni abilità generica si possono spendere quanti Punti Creazione destinati alle Abilità Generiche si desidera, purché quella con il secondo valore più alto sia perlomeno pari alla metà di quella con il valore più alto

### Esperienza
Una volta completato uno scenario ogni personaggio riceve nuovi punti che possono essere usati sia per aumentare le abilità investigative che quelle non investigative. La quantità ricevuta dipende dalla lunghezza dello scenario.

### Meccaniche di gioco
Ogni personaggio dispone di una "pool" ("riserva") di punti che possono essere spesi per azioni correlate a quell'abilità. I punti spesi o persi da una riserva sono rinfrescati in vari momenti del gioco.
Lo scopo delle investigazioni è di trovare indizi che portino avanti la storia, questi sono chiamati "indizio chiave". Le capacità investigative funzionano sempre senza bisogno di tirare dadi. Se una scena contiene un indizio chiave e un personaggio usa un'abilità investigativa correlata a quell'indizio, allora il personaggio la scoprirà.
La spesa per un'abilità investigativa costa 1 o 2 punti e fornisce indizi aggiuntivi. Questi non sono necessari a risolvere lo scenario, ma dovrebbero fornire informazioni aggiuntive o altri benefici. I punti spesi in abilità investigative sono rinfrescati tra uno scenario e l'altro.
Le abilità generiche vengono usate quando un risultato sconosciuto è appropriato dal punto di vista drammatico. Per queste situazioni il GUMSHOE System usa un singolo dado a sei facce che viene tirato contro una difficoltà (o soglia di difficoltà). La difficoltà standard è 4, sebbene possa assumere un valore compreso tra 2 e 8 per rappresentare circostanze speciali. Se il risultato del dado è pari o maggiore della difficoltà, allora il personaggio è riuscito nella sua azione.
La spesa per un'abilità generica può essere al massimo pari alla riserva dell'abilità. Ogni punto speso aggiunge 1 al risultato del dado. I punti spesi di abilità generiche sono rinfrescati tra gli scenari, sebbene in alcuni circostanze speciali possono essere rinfrescati durante lo scenario. Esempi di abilità generiche sono: atletica, salute e sparare.

### Salute e stabilità
Sebbene "salute" e "stabilità" (mentale) siano abilità generiche funzionano diversamente dalle altre. Invece di esaurirsi una volta raggiunto lo zero, possono raggiungere valori negativi, che rappresentano ferite serie o malattie mentali. Se una o l'altra raggiungono il valore di -12, il personaggio è morto o impazzito permanentemente.
L'uso di un'abilità appropriata può rinfrescare o permettere di recuperare i punti persi o spesi in salute e stabilità mentale, altrimenti la stabilità si rinfresca tra uno scenario e l'altro, mentre per rinfrescare salute il personaggio deve riposarsi.

## Ambientazioni
La Pelgrane Press ha prodotto diversi giochi basati sul GUMSHOE System:

### Esoterroristi
La prima ambientazione creata per GUMSHOE, Esoterroristi (The Esoterrists) vede i personaggi come membri del gruppo di investigatori d'élite Ordo Veritatis, che combatte terroristi occulti intenti a lacerare la struttura della realtà per permettere a orrori di altre dimensioni di invadere il mondo.
- Robin D. Laws (2006). The Esoterrorists. ISBN 0-9539981-3-4. Nominato ENnie 2007 come "Best Rules" e menzione onorevole per "Best Games".[5] Edizione italiana Esoterroristi della Janus Design.
- Paolo F. Bongiovanni. Six Packed. Avventura.
- Leonard Balsera (2008). Profane Miracle. ISBN 978-1-934859-08-7. Avventura.
- Robin D. Laws (2009). The Esoterrorist Fact Book. Supplemento che dettaglia l'ambientazione.

### Di cosa hai paura
Di cosa hai paura (Fear Itself) è un'ambientazione simile a quello di Esoterroristi, ma piuttosto che agenti addestrati i personaggi sono persone comuni coinvolte in un confronto con orrori estradimensionali. Introduce i poteri psichici nel GUMSHOE System.
- Robin D. Laws (2007). Fear Itself. Pelgrane Press. ISBN 978-0-9539981-4-2. Manuale base.
- Dave Allsop, Adrian Bott (2007). Book of Unremitting Horror. ISBN 978-0-9539981-5-9. Dettaglia creature e artefatti del Buio Esterno. Contiene anche tracce di scenari per The Esoterrorists e due scenari per Fear Itself. Pubblicato inizialmente per il d20 System. Nominato all'ENnie 2008 come "Best Adversary or Monster Product"[6]
- Gareth Hanrahan (2011). Invasive Procedures. Raccolta di avventure.
- Robin D. Laws (2011). Di che cosa hai paura. Janus Design. Edizione italiana che comprende Fear Itself e Book of Unremitting Horror[7]

### Sulle tracce di Cthulhu
Sulle tracce di Cthulhu (Trail of Cthulhu) è un adattamento dell'ambientazione dei miti di Cthulhu di H. P. Lovecraft su licenza della Chaosium. Rispetto al Il richiamo di Cthulhu il periodo temporale viene spostata avanti di dieci anni (dai ruggenti anni venti ai pessimisti anni trenta della depressione) e vengono offerte tre modalità di gioco, una che combina caratteristiche de Il richiamo di Cthulhu con quelle di GUMSHOE, una più fedele all'orrore filosofico degli ultimi racconti di Lovecrat e uno pulp simile all'horror più orientato all'azione di Howard.
Sulle tracce di Cthulhu aggiunge delle caratteristiche mentali, pulsioni che definiscono le motivazioni per cui un personaggio affronta i miti di Cthulhu, "stability" ("stabilità") che indica la salute mentale a breve termine e "sanity" ("sanità") che misura la salute mentale a lungo termine (e in genere entra in gioco quando la stabilità scende a zero.)
Dei giochi basati su GUMSHOE è stato quello ad avere maggiore successo ed è diventato quello principale della Pelgrane Press, che l'ha supportato con uno due supplementi stampati all'anno.
- Ken Hite (2008). Trail of Cthulhu. ISBN 978-1-934859-07-0. Vincitore ENnie argento 2008 per "Best Writing" e "Best Rules", menzione onorevole ENnie 2008 per "Best Product".[6]. Edizione italiana Sulle tracce di Cthulhu (2010) della Stratelibri.
- Kenneth Hite (2008). Trail of Cthulhu Player's Guide.
- Robin D. Laws (2008). Stunning Eldritch Tales. Raccolta di avventure.
- Gareth Hanrahan (2009). Arkham Detectives Tales. ISBN 978-1-934859-30-8 Avventure in cui i personaggi sono investigatori della polizia di New York. Ripubblicato come: Gareth Hanrahan (2010). Arkham Detectives Tales Extened Edition, corregge alcuni errori dell'edizione precedente e aggiunge un'avventura.
- Kenneth Hite, Robin D. Laws (2009). Shadows over Filmland. Supplemento con informazioni e scenari per Trail of Cthulhu ambientati nel mondo cinematografico. Menzione onorevole ENnie 2010 per miglior fotografia.[8]
- Graham Walmsley (2009). The Dying of St Margaret's. Avventura ambientata in un collegio femminile.
- Adam Gauntlett (2010). Not So Quiet. Avventura ambientata in un ospedale militare all'epoca della prima guerra mondiale.
- Kenneth Hite (2010). Bookhounds of London. Campagna nella Londra degli anni trenta. I personaggi commercianti di rari libri occulti che vengono coinvolti dalle creature del mito. Menzione onorevole ENnie 2011 per "Best Setting", ENnie argento per "Best Cartography"[9]
- Kenneth Hite (2010). Rough Magicks. Supplemento sulla magia. Nominato ENnie 2010 per "Best Cover Art"[8]
- Robin D. Laws (2010). The Armitage Files. ISBN 978-1-934859-32-2. Raccolta di avventure. Nominato ENnie argento 2010 per "Best Adventure".[8]
- Jason Morningstar (2010). The Black Drop. Avventura.
- Graham Walmsley (2010). The Dance in the Blood. Avventura. Nominato ENnie 2011 per "Best Writing", menzione onorevole ENnie 2011 per "Best Adventure".[9]
- Graham Walmsley (2010). The Watchers in the Sky. Avventura.
- Bill White (2010). Castle Bravo. Avventura, i personaggi sono imbarcati sulla portaerei USS Bairoko, quando un test nucleare nelle isole Marshall va male.
- Adam Gauntlett, Jason Morningstar, Bill White (2011). Out of Time. ISBN 978-0-9547526-7-5. Raccolta di avventure per Trail of Cthulhu.
- Robin D. Laws (2011). The Repairer of Reputations. Avventura basata sull'omonimo romanzo di Robert W. Chambers.
- Graham Walmsley (2011). The Apocalypse Machine. Ambientazione nei miti di Cthulhu in un mondo post catastrofe.
- Graham Walmsley (2011). The Dead White World. Raccolta di avventure, i personaggi rimangono coinvolti in un disastro ferroviario e si risvegliano in un mondo in cui sono gli unici sopravvissuti.
- Bill White (2011). The Big Hoodoo. Avventura ambientata nella California degli anni cinquanta, con i giocatori che interpretano figure iconiche della fantascienza, come Robert A. Heinlein o Philip K. Dick

### Mutant City Blues
I giocatori sono i membri di una squadra di élite di polizia in un mondo in cui l'1% della popolazione ha ottenuto poteri mutanti.
- Robin D. Laws (2009). Mutant City Blues. ISBN 978-1-934859-11-7.
- Robin D. Laws (2009). Hard Helix. Avventure.

### Ashen Stars
Avventure investigative in un'ambientazione di fantascienza.
- Robin D. Laws (2011). Ashen Stars.
- Gareth Hanrahan (2011). Dead Rock Seven. ISBN 978-0-9547526-6-8. Raccolta di avventure.